# Koninklijke Beerschot Tennis en Hockey Club
Koninklijke Beerschot Tennis en Hockey Club, beter bekend als Royal Beerschot THC, is een Belgische tennis- en hockeyclub uit Kontich.

## Geschiedenis
De club werd in 1899 opgericht door vijf vrienden en werd aanvankelijk gekozen voor de naam Beerschot Athletic Club. Ze is aangesloten bij de KBHB onder het stamnummer 702.
Bij de club kon men in het verleden naast hockey en tennis ook voetbal, polo, cricket en snelwandelen beoefenen. Later bleken enkel hockey en tennis echt levensvatbaar en werd Beerschot omgedoopt in een tennis- en hockeyclub.

## Palmares
Heren
- 6x Landskampioen (veld): 1925, 1927, 1932, 1934, 1942 en 1944
- 5x Winnaar Beker van België (veld): 1925, 1926, 1927, 1985 en 2006

Dames
- 5x Landskampioen (veld): 1943, 1944, 1946, 1947 en 1952

## Bekende (ex-)spelers
- Louis De Deken
- Fernand de Montigny
- Arthur De Sloover
- Louis Diercxsens
- Sebastien Dockier
- Pierre Geelhand
- Robert Gevers
- Philippe Goldberg
- Charles Guiette
- Guerlain Hawaux
- Antoine Kina
- Jacques Mercier
- Roger Paternoster
- Taine Paton
- Stephanie Rummens
- Eric Van den Bemden
- Maurice Van den Bemden
- Michel Van den Bemden
- David Van Rysselberghe
- Guy Verhoeven